# Zoo de Gauhati
Le zoo de Gauhati ou zoo de Guwahati (Assam State Zoo cum zoological garden) est un parc zoologique situé à Gauhati dans l'Assam en Inde. Sur une superficie de 175 ha, ce zoo fondé en 1957 abrite de nombreuses espèces telles que le Rhinocéros indien, la panthère nébuleuse, l'entelle dorée ou encore l'ours noir d'Asie.